# Miss Elizabeth Moody et ses fils Samuel et Thomas
Miss Elizabeth Moody et ses fils Samuel et Thomas est un portrait de Thomas Gainsborough, peint à l'origine comme un portrait unique de Madame Moody vers 1779-1780, à la demande de son nouveau mari, Samuel Moody. Celle-ci décéda en 1782 et les enfants auraient été ajoutés en 1784 ou 1785. Le tableau a été donné à la Dulwich Picture Gallery de Londres en 1831 par Thomas Moody, l'un des fils représentés dans l'œuvre, probablement pour l'empêcher de passer à sa belle-mère, avec qui il ne s'entendait pas . 